# Ironman Mexico
Der Ironman Mexico (auch Ironman Cozumel) ist eine seit 2009 jährlich im November oder Dezember stattfindende Triathlon-Veranstaltung über die Ironman-Distanz (3,86 km Schwimmen, 180,2 km Radfahren und 42,195 km Laufen) auf der mexikanischen Insel Cozumel.

## Organisation
Der Ironman Mexico ist Teil der Ironman-Weltserie der World Triathlon Corporation. Die Teilnehmer haben die Möglichkeit, sich auf dieser südöstlich der Yucatan-Halbinsel gelegenen Insel, für einen Startplatz bei der Weltmeisterschaft beim Ironman Hawaii zu qualifizieren.
2011 waren für den Wettkampf etwa 2300 Athleten für den Start gemeldet. Den Streckenrekord verbesserte bei der neunten Austragung 2017 der Deutsche Sebastian Kienle mit seiner Siegerzeit von 7:48:11 h. Es gab 2019 durch Carrie Lester bei den Frauen und Tyler Butterfield bei den Männern neue Streckenrekorde auf dem Kurs.
Bei der 13. Austragung am 21. November 2021 wurden hier durch die Schwedin Sara Svensk und den Norweger Kristian Blummenfelt neue Streckenrekorde aufgestellt. Von der Professional Triathletes Organisation (PTO) werden diese Zeiten allerdings nicht anerkannt, da die Strecken beim Schwimmen und Laufen als irregulär eingestuft wurden.
2023 musste das Rennen ohne das Schwimmen als Duathlon ausgetragen werden. 2024 gewinnt Anne Reischmann hier ihren ersten Ironman.

### Streckenführung
- Die Schwimmstrecke im Wasser der Karibik am Chankanaab Park Strand fand bis 2016 auf einem zweimal zu durchschwimmenden Rundkurs statt. Im Rahmen der Austragung 2017 waren die schnellen Schwimmzeiten auffallend, welche auf eine geänderte und durch die Strömung vermutlich begünstigte Streckenführung entlang der Küste zurückzuführen sind.[5]
- Die Radstrecke führt über einen dreimal zu absolvierenden Rundkurs über den südlichen Bereich der Insel.
- Der Marathon geht über einen dreimal zu absolvierenden Wendekurs entlang der Küste mit Ziel im Stadtzentrum der Inselhauptstadt San Miguel de Cozumel.

## Siegerliste
| N ° | Datum/Jahr    | Männer                    | Männer            | Männer                   | Frauen                 | Frauen                     | Frauen                  |
| N ° | Datum/Jahr    | Erster Platz              | Zweiter Platz     | Dritter Platz            | Erster Platz           | Zweiter Platz              | Dritter Platz           |
| --- | ------------- | ------------------------- | ----------------- | ------------------------ | ---------------------- | -------------------------- | ----------------------- |
| 17  | 23. Nov. 2025 |                           |                   |                          |                        |                            |                         |
| 16  | 24. Nov. 2024 | Bart Aernouts             | Chris Leiferman   | Léon Chevalier           | Anne Reischmann        | Lisa Perterer              | Justine Mathieux        |
| 15  | 19. Nov. 2023 | Léon Chevalier            | Chris Leiferman   | Robert Wilkowiecki       | Gurutze Frades -2-     | Svenja Thoes               | Marlene De Boer         |
| 14  | 20. Nov. 2022 | Magnus Ditlev             | Jan van Berkel    | Ferando Toldi            | Gurutze Frades         | Lisa Nordén                | Kylie Simpson           |
| 13  | 21. Nov. 2021 | Kristian Blummenfelt (SR) | Ruedi Wild        | Paul Schuster            | Sara Svensk (SR)       | Gurutze Frades             | Carrie Lester           |
| 12  | 22. Nov. 2020 | Lee Williams              | Ben Besse         | Felipe Bergamini         | Anna Lechowicz         | Amalia Isabel Sanchez Albo | Kayla Pokorny           |
| 11  | 24. Nov. 2019 | Tyler Butterfield         | Michael Weiss     | Mario De Elias           | Carrie Lester          | Maja Stage Nielsen         | Michelle Vesterby       |
| 10  | 18. Nov. 2018 | Michael Weiss -3-         | Samuel Hürzeler   | Iván Raña                | Svenja Thoes           | Angela Duncan Naeth        | Lisa Roberts            |
| 09  | 26. Nov. 2017 | Sebastian Kienle          | Michael Weiss     | Iván Raña                | Lisa Roberts           | Kirsty Jahn                | Sonja Tajsich           |
| 08  | 27. Nov. 2016 | Frederik Van Lierde       | Matthew Russell   | Chris Leiferman          | Michelle Vesterby      | Lauren Brandon             | Camilla Pedersen        |
| 07  | 29. Nov. 2015 | Stefan Schmid             | Matthew Russell   | Michael Weiss            | Corinne Abraham        | Leanda Cave                | Camilla Pedersen        |
| 06  | 30. Nov. 2014 | Michael Weiss -2-         | Matt Chrabot      | Clemente Alonso McKernan | Nicola Spirig          | Michelle Vesterby          | Kelly Handel Williamson |
| 05  | 1. Dez. 2013  | Michael Weiss             | Tyler Butterfield | Eneko Llanos             | Rachel Joyce           | Jessie Donavan             | Amanda Stevens          |
| 04  | 25. Nov. 2012 | Iván Raña                 | Bas Diederen      | Bert Jammaer             | Mary Beth Ellis        | Sophie De Groote           | Sonja Tajsich           |
| 03  | 27. Nov. 2011 | Michael Lovato            | Patrick Evoe      | Alejandro Santamaria     | Simone Brändli         | Sonja Tajsich              | Sophie De Groote        |
| 02  | 28. Nov. 2010 | Andy Potts                | Michael Lovato    | Eduardo Sturla           | Yvonne van Vlerken -2- | Tyler Stewart              | Amanda Stevens          |
| 01  | 29. Nov. 2009 | Rutger Beke               | Wiktor Sjemzew    | Sebastian Pedraza        | Yvonne van Vlerken     | Bella Bayliss              | Edith Niederfriniger    |